# Podporezen
Podporezen – wieś w Słowenii, w gminie Železniki. W 2018 roku liczyła 11 mieszkańców.